# Bruno Heitz
Pour les articles homonymes, voir Heitz.
Bruno Heitz, est un illustrateur et auteur de bande dessinée et de littérature d'enfance et de jeunesse français né le 10 janvier 1957 à Nancy.

## Biographie
Il commence par se consacrer à l’écriture de plusieurs livres pour enfants. Il rencontre les Éditions Mango pour la collection Les Petits papiers. Aux Éditions Circonflexe, il publie quatre titres d'une bande dessinée sur le métier d'instituteur. Aux Éditions du Seuil, il crée une série de bande dessinée (Un privé à la cambrousse, 9 albums), avec comme héros Hubert, un épicier campagnard et fouineur, qui joue au détective à Beaulieu-sur-Morne, un petit village de la France profonde des années fin 1950-début 1960. Il adapte également Le Roman de Renart aux Éditions Gallimard.
Il collabore avec l'écrivaine Sylvie Baussier pour illustrer des ouvrages qu'elle écrit, comme Côté filles, côté garçons sur l'identité sexuelle, Bientôt citoyen !, une réédition de la précédente Encyclopédie du futur citoyen (2006).
La revue Griffon lui a consacré un dossier en 1991.
« J'écris en dessinant, je dessine en écrivant, je ne peux pas faire autrement », dit Bruno Heitz, qui se définit comme un « dessinateur qui raconte des histoires » (Extrait de Griffon, n°119-120, 1991).

## Ouvrages

### Albums et romans pour la jeunesse
Source
- Je ne sais pas, Mormoiron, Van Den Bosch, 1980
- Au piquet, le loup !, Van Den Bosch, 1981
- Histoire d'un loup qui se faisait voler son vélo, Van Den Bosch, 1981
- Le Cheval d'Hector, le loup, Marseille, AGEP, 1982
- Un froid de loup, Marseille, AGEP, 1982
- Un loup marchait sur deux pattes, Van Den Bosch, 1982
- On dit souvent, Van Den Bosch, 1982
- Puisque c'est comme ça, je m'en vais !, Van Den Bosch, 1982
- Le Rêve d'une feuille de papier, Van Den Bosch, 1983 ; réédition sous le titre Format A 4 : le songe d'une feuille de papier, Mango, collection « Les petits papiers », 1996
- Le Voyage du loup, Marseille, Bibliothèque de Marseille, 1984
- Radigras n'aime pas les araignées, Van Den Bosch, 1984
- Radigras navigateur solitaire, Van Den Bosch, 1987
- Radigras et le fantôme, Van Den Bosch, 1987
- Les Idées bleues de Jojo, Messidor-La Farandole, coll. « Mille images », 1988  (ISBN 2-209-06022-2) ; nouvelle édition, Circonflexe, 1995
- Ouah ! le chien écrivain, Hachette Jeunesse, coll. « Le livre de poche, Copain », 1988
- La troisième chose extraordinaire de ce jour-là, de Yves Pinguilly, Hachette Jeunesse, coll. « Bibliothèque rose. Spectacle », 1988
- Le Hérisson garagiste ou 13 histoires pour petits animaux, Hachette Jeunesse, coll. « Le livre de poche, Copain »,1989
- Le Cours de récré, Éditions Circonflexe, coll. « Les Impertinents », 1989
- Les Loupiots et l'agneau, Hachette Jeunesse, coll. « Le livre de poche, Copain », 1989
- Les Loupiots et les œufs mayonnaise, Hachette Jeunesse, coll. « Le livre de poche, Copain », 1989
- Les Avatars du roi Tatar, Éditions Circonflexe, 1990
- Où es-tu Scritch ?, Éditions Circonflexe, coll. « Livre-scratch », 1990
- Les chaussures d'Ulysse, par les enfants de l'école Tranchier 2 et du Centre social de Croix Sainte, Marseille, À la rencontre du livre, 1990
- Lapinus, sculpteur sur carotte, Hachette Jeunesse, coll. « Cadou Album », 1991
- Le Cours de récré 2 : Les Instits, Éditions Circonflexe, coll. « Les Impertinents », 1991
- Les loupiots et la chèvre de Monsieur Seguin, Hachette Jeunesse, coll. « Le livre de poche, Copain », 1991 ; nouvelle édition, Il était deux fois, 2008
- L'Heure des mamans. Les instits 3,  Éditions Circonflexe, coll. « Les Impertinents », 1992
- Les Bibimots : Moi, je me mets en colère ! / Moi, je ris ! / Moi, je suis amoureux ! / Moi, j'ai peur !, textes d'Alain Serres,  Messidor-La Farandole, coll. « Clé d'or », 1992
- Georges, ver de terre, Éditions Circonflexe, coll. « Les Animoches », 1992
- La Grotte des loupiots, Hachette Jeunesse, coll. « Le livre de poche, Copain », 1992 ; réédition, Hachette, coll. « Copain », 1996, puis dans la coll. « Le livre de poche jeunesse, Humour », 2002
- Les Taureaux aiment le vert, Grandir, 1992
- Tropical Center, Éditions Mango, 1992 ; réédition, Mango Jeunesse, 2002
- Game over, Éditions Circonflexe, coll. « Les Impertinents », 1993
- Mon père a arrêté de fumer, Éditions Mango, 1993  (ISBN 978-2-7404-0261-0) ; réédition, Mango, Jeunesse, 2002
- Robinson couteau suisse, Éditions Mango, coll. « Mango poche », 1993 ; réédition, Mango Jeunesse, coll. « Bibliomango », 2002
- À table !, Éditions Circonflexe, coll. « Les Impertinents », 1994
- Le Carnet d'Albert, Histoires de tous les jours de A à Z, Éditions Circonflexe, 1994
- D'où ça vient ?, Éditions Circonflexe, coll. « Les Imagiers de Circonflexe », 1994
- Les Loupiots et l'ours des Carpathes, Hachette jeunesse, 1994
- Monsieur Buvard, Éditions Mango, 1994 ; nouvelle édition, Rouergue, 2013
- Les Inventions de Maximus, Albin Michel, « coll. Zéphyr », 1995
- Treize à la douzaine, texte de Ernestine et Frank Gilbreth, Deux coqs d'or, coll. « Mot de passe, évasion », 1995
- Jojo sans peur, Éditions Circonflexe, 1995 ; réédition, Circonflexe, coll. « Jojo, » 2007
- Jojo la magie, Éditions Circonflexe, 1995 ; réédition, Circonflexe, 1997 ; Circonflexe, coll. « Jojo, » 2007
- Jojo pas de bol, Éditions Circonflexe, 1995 ; réédition, Circonflexe, coll. « Jojo, » 2007
- Pli non urgent, Éditions Mango, coll. « Les petits papiers », 1995
- Renaud le corbeau, Seuil Jeunesse, 1995
- L'Agenda du nouvel instit, Éditions Circonflexe, 1996
- Format A4, Éditions Mango, coll. « Les petits papiers », 1996
- Robert, texte de Niklas Rådström, Casterman, coll. « Romans Casterman. Dix & plus, Comme la vie », 1996 ; réédition, coll. « Romans Cadet », 2003 ; coll. « Casterman. Cadet, Comme la vie », 2006 ; coll. « Casterman poche, comme la vie », 2010
- Jojo et la couleur des odeurs, Éditions Circonflexe, 1996 ; réédition, Circonflexe, 2004 ; Circonflexe, coll. « Jojo, » 2006
- Jojo la parlote, Éditions Circonflexe, 1996 ; réédition, Circonflexe, 1999 ; Circonflexe, coll. « Jojo, » 2006
- Jojo et le secret de la bibliothécaire, Éditions Circonflexe, 1997 ; réédition, Circonflexe, coll. « Jojo, » 2006
- Jojo oiseau de nuit, Éditions Circonflexe, 1997 ; réédition, Circonflexe, coll. « Jojo, » 2007
- Le chat de 20h32 et quelques poèmes, de Joël Sadeler, Lo Païs, coll. « D'Enfance », 1997
- Pas si bêtes !, ça zozote au zoo, texte de Hubert Ben Kemoun, Casterman, coll. « Je commence à lire », 1997 ; réédition, coll. « Histoires Casterman six & plus, pas si bêtes ! », 1999
- Pas si bêtes !, Tu te trompes, petit éléphant !, texte de Hubert Ben Kemoun, Casterman, coll. « Je commence à lire », 1997 ; réédition, coll. « Histoires Casterman six & plus, pas si bêtes ! », 1999
- Pas si bêtes !, L'œuf du coq, texte de Hubert Ben Kemoun, Casterman, coll. « Je commence à lire », 1997 ; réédition, coll. « Histoires Casterman six & plus, pas si bêtes ! », 1999 ; réédition, coll. « Les petits Duculot », 2005
- Pas si bêtes !, Les dix ans du yack, texte de Hubert Ben Kemoun, Casterman, coll. « Histoires Casterman. Six et plus », 1997
- Le cheval dans la maison, de Yvon Mauffret, Casterman, coll. « Romans Casterman. Huit & plus, Comme la vie », 1997
- Les Zarutis et les Rétins : L'Inconnu célèbre, Mango, coll.«  Les zygomatiques, » 1998
- M. Antibut, Mango, coll. « Les petits papiers », 1998
- Les Vacances du nouvel instit, Éditions Circonflexe, 1998
- Les Zarutis et les Rétins : Voyage en Espalie, Mango, coll.«  Les zygomatiques », 1998
- Pas si bêtes !, Pourtant le dromadaire a bien bossé, texte de Hubert Ben Kemoun, Casterman, coll. « Histoires Casterman. Six et plus », 1999
- Pas si bêtes !, La rhino est une féroce, texte de Hubert Ben Kemoun, Casterman, coll. « Histoires Casterman. Six et plus », 1999
- Pas si bêtes !, Le renne est-il la reine ?, texte de Hubert Ben Kemoun, Casterman, coll. « Histoires Casterman. Six et plus », 1999
- Les Zarutis et les Rétins : La Cabane-frontière, Mango, coll.«  Les zygomatiques », 1999
- Les Zarutis et les Rétins : Chien à mi-temps, Mango, coll.«  Les zygomatiques », 1999
- Histoire connue, Grandir, 1999
- Petits poèmes de l'amour, texte de François David, Lo Païs, coll. « D'enfance », 1999
- Jojo collectionneur, Éditions Circonflexe, 1999
- Jojo pas le temps, Éditions Circonflexe, 1999
- Très, très, loin, Éditions du Rouergue, coll. « 12 X 12 », 1999
- Les oreilles magiques, contes proposés par Annie Epelboin, réal. Étienne Vallès, livre-CD, Radio-France / INA, 1999
- Le Cornivore, Mango, coll. « Les petits papiers », 2000
- Une histoire pas terrible, terrible, Éditions du Rouergue, 2000
- Dico tout faux, de Élisabeth Brami, Hachette Jeunesse, 2000
- Prunelle, de Yvon Mauffret, Casterman, coll. « Romans Casterman. Huit & plus, Comme la vie », 2000
- Cocorico !, Éditions Circonflexe, coll. « Complètement marteau », 2001
- Pas si bêtes !, La farce du dindon, texte de Hubert Ben Kemoun, Casterman, coll. « Histoires Casterman. Six et plus », 2001
- Facile à dire !, Éditions du Rouergue, 2001
- Hop, hop !, Éditions Circonflexe, 2001
- On peut se tromper, texte de Norge, Rue du monde, coll. « Petits géants », 2001
- Les Petits poissons, avec Olivier Douzou, Éditions du Rouergue, 2001
- Rue de l'école, Éditions Circonflexe, 2001
- Pas si bêtes !, La course de l'élan, texte de Hubert Ben Kemoun, Casterman, coll. « Histoires Casterman. Six et plus », 2002
- Pas si bêtes !, Le festin du morse, texte de Hubert Ben Kemoun, Casterman, coll. « Histoires Casterman. Six et plus », 2002
- Badaboum !, Éditions Circonflexe, coll. « Complètement marteau », 2002
- Dring, dring !, Éditions Circonflexe, coll. « Complètement marteau », 2002
- Tropical center, Mango, 2002
- Le Paul Fort, poèmes de Paul Fort, Mango, « Il suffit de passer le pont », 2002
- Du rififi pour Héraklès, de Béatrice Bottet, Casterman, coll. « Romans Casterman. Humour », 2002
- Côté filles, côté garçons, écrit par Sylvie Baussier, Casterman, coll. « Petit citoyen », 2002  (ISBN 2-203-12037-1)
- Une belle fête qui a bien failli être ratée !, Éditions Circonflexe, 2003
- Chauffage à tous les étages, Grandir, 2003
- Ma main gauche cette imbécile, Noisy-le-Sec, Rigolotes, 2003
- Mon dico de l'école, Millepages, 2003
- La Cane de Jeanne, de Georges Brassens, Didier Jeunesse, coll. « Guinguette », 2003
- Le Père Noël noir, Palette, 2004 ; nouvelle édition, Le Baron perché, 2013
- Ciel ! Les Martiens !, texte de Gianni Rodari, traduit de l'italien par Roger Salomon, Rue du monde, coll. « Romans du monde », 2004
- Il était un loup..., Belem, coll. « Cloporte », 2005
- L'Imagier des bruits, Albin Michel Jeunesse, 2005
- Vacances à tue-tête ! : Les 32 plus belles chansons des vacances, sous la dir. de Yves Prual, livre-CD, Didier Jeunesse, coll. « Un livre, un CD », 2005
- L'IUFM, Éditions Circonflexe, 2005
- Trop moche, in Mes premiers J'aime lire, n°34, Bayard, 2005, p. 4-14
- En voiture !, in Mes premiers J'aime lire, n°49, Bayard, 2006, p. 4-13
- Il était un serpent..., Belem, coll. « Cloporte », 2006 ; réédition, Belize, coll. « Cloporte », 2008
- Jojo et Lulu la Fraise, Éditions Circonflexe, coll. « Jojo », 2006 ; nouvelle édition, Circonflexe, coll. « Jojo », 2013
- Jojo qui sait tout, Éditions Circonflexe, coll. « Jojo », 2006
- Les Lapins savent compter, Seuil Jeunesse, 2006
- Comptines à la ferme, texte de Christian Havard, Cahors, L'Hydre coll. « L'Hydre jeunesse », 2006
- Un grand voyageur et autres histoires, Bayard, coll. « Bayard poche. Mes premiers J'aime lire », 2007
- Il était un croco..., Belem, coll. « Cloporte », 2007 ; réédition, Belize, coll. « Cloporte », 2008
- Il était une chaise..., Belem, coll. « Cloporte », 2007
- Le loup et les sept chevreaux, un conte des frères Grimm adapté en 3D par Bruno Heitz, Seuil Jeunesse, coll. « Mes petits dioramas », 2007
- Ombre, vole !, in Mes premiers J'aime lire, n°49, Bayard, 2007, p. 4-13
- Petit bout de bois, Thierry Magnier, coll. « Tête de lard », 2007
- Les Petits curieux, avec Béatrice Vincent, Albin Michel Jeunesse, 2007
- Contes de la bisbille, texte de Claudine Aubrun, Seuil Jeunesse, coll. « Chapitre », 2007
- Le Voyage de Jules et Julie : dessine toi-même ton livre de création, Mila, 2007
- La Petite Poule rousse, texte de Bernard Chèze, Seuil Jeunesse, coll. « Les petits contes du tapis »,  2007 ; réédition, coll. « Les Minis contes du tapis », 2012
- Ce type est un vautour, texte de Sara, Casterman, 2008
- Terrible, texte d'Alain Serres, Rue du monde, 2008
- Poisson d'@vril, in Mes premiers J'aime lire, n°68, Bayard, 2008, p. 4-13
- Le Roi boiteux, texte de Gustave Nadaud, Thierry Magnier, coll. « Tête de lard », 2008
- Les Trois Petits Cochons, Seuil Jeunesse, coll. « Mes petits dioramas », 2009
- Les Musiciens de Brême, Seuil Jeunesse, coll. « Les contes du tapis », 2009
- Le Vendeur de pets parfumés, de Gilles Bizouerne, Thierry Magnier, 2009
- Petit Jacques deviendra Prévert, texte de Carole Aurouet, Rue du monde, coll. « Petit deviendra grand », 2011
- La mélodie de Mélodie, texte de Hubert Ben Kemoun, Seuil Jeunesse, 2011
- Si papa, si maman, de Francine Bouchet, La joie de lire, coll. « Les Versatiles », 2011
- Monsieur 2D, avec Olivier Douzou, Éditions du Rouergue, 2012
- Les Perdrix, Le Genévrier, coll. « Ivoire », 2012
- Une histoire de campagne, in Mes premiers J'aime lire, n°117, Bayard, 2012, p. 4-13
- Monsieur Buvard, Éditions du Rouergue, 2013
- Ou alors pompier..., de Hubert Ben Kemoun, Rue du monde, coll. « Couleur carré », 2013
- Brigitte fait peur aux  frites, texte de Christine Avel, L'école des loisirs, coll. « Mouche », 2013
- Le Voleur habile : un conte du pays basque illustré, texte original recueilli par Wentworth Webster et traduit par Paul Sébillot, Le Genévrier, coll. « Ivoire », 2012
- Le Petit Cépou, de Pépito Matéo, Syros, coll. « Album Paroles de conteur », 2012
- Le Grand marché de Sidibel, texte de Hubert Ben Kemoun, Albin Michel Jeunesse, coll. « Albums illustrés », 2012
- Parking de nuit, Le Genévrier, 2017
- L'Autre voyage d'Ulysse, Le Genévrier, 2018
- Rue du Coin du bois, Seuil Jeunesse, 2018
- Le Petit Chaperon gris, Le Genévrier, 2019
- L'Arrière-arrière-petit-fils de Barbe-Bleue, Le Genévrier, 2020
- Le Bois dont Pinocchio était fait, Le Genévrier, 2021

### Documentaires pour la jeunesse
- Le petit citoyen, de Marie-Perdrizet, Casterman, 1994
- Médecine, texte de Dominique Voisin, Seuil Jeunesse, coll. « Un métier en poche », 1995
- Le Tour de l'histoire de France, texte de Jeanne Corti, Casterman, 1997
- Ma planète et moi, texte de Sylvia Vaisman, Casterman, coll. « Petit citoyen », 1999
- Coléreux moi ? Jamais !, texte de Jean-Max Clément, Millepages, coll. « Test à test », 2000
- Passez la monnaie !, texte de Valérie Guidoux, Casterman, coll. « Petit citoyen », 2001
- Mon dico de l'école, Millepages, 2003
- Le Maire et toi, de Sylvie Baussier, Casterman, coll. « Tous ensemble ! », 2003
- La liberté et toi, de Jean-Max Clément, Casterman, coll. « Tous ensemble ! », 2003
- Le grand livre contre toutes les violences, textes de Anne-Marie Thomazeau, Brigitte Bègue et Alain Serres, Rue du monde, coll. « Les Grands livres », 2003
- C'est quoi être malade ? : Santé, maladie et médecine, de Françoise de Guibert, avec une histoire de Sophie Dieuaide, Autrement, coll. Autrement junior. Société, 2005
- Comment c'était avant les transports, texte de Joseph Jacquet, Albin Michel Jeunesse, 2005
- Encyclopédie du futur citoyen, écrit par Sylvie Baussier, Casterman, 2006 ; nouvelle édition en 2012 sous le titre Bientôt citoyen !  (ISBN 978-2-203-04850-8) (BNF 42644811)
- C’est quoi le travail ? : L’emploi, la formation, les métiers, texte de E.L. Lawed,  ill. Bruno Heitz, avec la collab. de Catherine Bourgeois, sous la dir. de Lysiane Soubeyrand, Autrement Jeunesse, 2007
- Comment apprendre à ses parents à aimer les livres pour enfants, texte d'Alain Serres, Rue du monde, coll.«  Kouak ! », 2008
- On aime tous la maternelle, texte d'Alain Serres, Rue du monde, 2009

### Bandes dessinées pour la jeunesse
- Série Louisette la taupe

1. Sardine express, Casterman, 2005 ; réédition, L'École des loisirs, coll. « Mille bulles », 2011
2. Rapidissimo, Casterman, 2005 ; réédition, L'École des loisirs, coll. « Mille bulles », 2011
3. Mouton circus, Casterman, 2007 ; réédition, L'École des loisirs, coll. « Mille bulles », 2012
4. Et un raton laveur, Casterman, coll. « Mini BD », 2008
5. Boulevard du terminus, Casterman, coll. « Mini BD », 2008
6. Tri-patouillage, Casterman, 2009, coll. « Mini BD »
7. Itinéraire bis, Casterman, coll. « Mini BD », 2010
8. L'Heure du Grimm, Casterman, 2011
9. Super Miro, Casterman, coll. « Mini BD », 2012
10. De l'eau dans le gaz !, Casterman, coll. « Mini BD », 2013
11. L'Ordi-cagette, Casterman, coll. « Mini BD », 2014

- Kiki, le hamster, Thierry Magnier, coll. « Petite poche BD », 2008
- Pas de vacances pour Kiki ?, Thierry Magnier, coll. « Petite poche BD », 2009
- Série L'Histoire de France en BD [5][11 tomes], texte de Dominique Joly, Casterman, 2010-2014 ; nouvelle édition, L'école des loisirs, coll. « Mille bulles », 2012
- Série L'Histoire de l'Art en BD, texte de Marion Augustin, Casterman
- La Guerre des boutons, d'après Louis Pergaud, Le Genévrier, 2015

### Bandes dessinées
- Boucherie charcuterie même combat, Éditions du Seuil, 1995  (ISBN 2-02-024747-X)
- Série Un privé à la cambrousse

1. Un privé à la cambrousse, Éditions du Seuil, 1996
2. Une magouille pas ordinaire, Éditions du Seuil, 1997 ; réédition sous le titre Un privé à la cambrouse. Vol. 1, Gallimard, 2011 -  Regroupe Une magouille pas ordinaire et Le bolet de Satan
3. Le Bolet de Satan, Éditions du Seuil, 1998[6] ; réédition sous le titre Un privé à la cambrouse. Vol. 1, Gallimard, 2011 -  Regroupe Une magouille pas ordinaire et Le bolet de Satan
4. Les Fantômes du garde-barrière, Éditions du Seuil, 1999[7] ; réédition sous le titre Un privé à la cambrouse. Vol. 2, Gallimard, 2012 -  Regroupe Les Fantômes du garde-barrière, Virage dangereux et Au bout du canal
5. Virage dangereux, Éditions du Seuil, 2000 ; réédition sous le titre Un privé à la cambrouse. Vol. 2, Gallimard, 2012 -  Regroupe Les Fantômes du garde-barrière, Virage dangereux et Au bout du canal
6. Au bout du canal, Éditions du Seuil, 2000[8] ; réédition sous le titre Un privé à la cambrouse. Vol. 2, Gallimard, 2012 -  Regroupe Les Fantômes du garde-barrière, Virage dangereux et Au bout du canal
7. Retour au bercail, Éditions du Seuil, 2003 ; réédition sous le titre Un privé à la cambrouse. Vol. 3, Gallimard, 2012 -  Regroupe Retour au bercail, Chambre froide et L'Affaire Marguerite
8. Chambre froide, Éditions du Seuil, 2004[9] ; réédition sous le titre Un privé à la cambrouse. Vol. 3, Gallimard, 2012 -  Regroupe Retour au bercail, Chambre froide et L'Affaire Marguerite
9. L'Affaire Marguerite, Éditions du Seuil, 2005 ; ; réédition sous le titre Un privé à la cambrouse. Vol. 3, Gallimard, 2012 -  Regroupe Retour au bercail, Chambre froide et L'Affaire Marguerite

- Le Roman de Renart, Gallimard, coll. « Fétiche »

1. Ysengrin, 2007  (ISBN 978-2-07-061015-0)
2. Sur les chemins, 2008  (ISBN 978-2-07-061675-6)

- J'ai pas tué de Gaulle mais ça a bien failli…, BD Gallimard, coll. « Bayou », 2010  (ISBN 978-2-07-062883-4)
- C'est pas du Van Gogh mais ça aurait pu..., BD Gallimard, coll. « Bayou », 2011 (ISBN 978-2-07-063799-7)
- J'ai pas volé Pétain mais presque...[10] (bande dessinée librement inspirée du vol du cercueil de Philippe Pétain en février 1973), BD Gallimard, coll. « Bayou », 2014  (ISBN 978-2-07-065569-4)
- C'est pas du polar... mais ça craint quand même ![11], BD Gallimard, coll. « Bayou », 2018  (ISBN 978-2-07-511007-5)
- Les Dessous de Saint-Saturnin, Gallimard BD, 2021-
  1. Le Bistrot d'Émile
  2. Tiff'Annie, 2022

## Récompenses
- 1992 : Prix des Bonnetiers pour Tropical Center[4]
- 1994 : Prix 1000 jeunes lecteurs, 8/10 ans pour Game over
- 1996 : Prix de la ville de Limoges pour Pli non urgent
- 1997 : Prix Bernard Versele, 3 chouettes, pour Pli non urgent
- 1998 : Prix Beaugency du « Livre le plus drôle de l’année », pour L’agenda du nouvel instit
- 2004 : Prix de la presse des jeunes, catégorie junior, pour Le Grand livre contre toutes les violences
- 2007 : Prix du Festival Quai des Bulles - Prix Petit Robert, attribué à un scénariste[12]
- 2008 Prix La Science se livre, 4-8 ans, pour Les petit curieux